# Oliver Behringer
Oliver Behringer, né le 20 mars 1996, à Stafa, est un coureur cycliste suisse. Il est professionnel de 2019 à 2021.

## Biographie
Oliver Behringer commence le cyclisme par le VTT. Il est diagnostiqué d'un diabète de type 1 à onze ans. Malgré cette maladie, il ne délaisse pas la compétition. Il a également mené des études d'infirmier.
En 2018, il devient stagiaire au sein de l'équipe Novo Nordisk, composée uniquement de coureurs diabétiques de type 1. Il passe ensuite professionnel dans cette formation en 2019. 